# Anonthobium monteithi
Anonthobium monteithi är en skalbaggsart som beskrevs av Renaud Maurice Adrien Paulian 1987. Anonthobium monteithi ingår i släktet Anonthobium och familjen bladhorningar.
Artens utbredningsområde är Nya Kaledonien. Inga underarter finns listade i Catalogue of Life.